# هيلين شو
هيلين شو (بالإنجليزية: Helen Shaw)‏ هي ممثلة أمريكية، ولدت في 7 يوليو 1897 في ميشيغان في الولايات المتحدة، وتوفيت في 8 سبتمبر 1997 في لوس أنجلوس في الولايات المتحدة.

## وصلات خارجية
- هيلين شو على موقع IMDb (الإنجليزية)
- هيلين شو على موقع الموسوعة البريطانية (الإنجليزية)
- هيلين شو على موقع قاعدة بيانات الفيلم (الإنجليزية)